# Tammam Salam
Tammam Saeb Salam (tiếng Ả Rập: تمام صائب سلام; sinh năm 1945) là một chính trị gia Liban đã từng giữ chức bộ trưởng văn hóa trong chính phủ Lebanon giai đoạn 2008-2009. Ông được giao nhiệm vụ lập một chính phủ mới ngày 6 tháng 4 năm 2013. Salam là một trong những chính trị gia Sunni thân với trại ủng hộ Syria ở Liban. Tuy nhiên, sau đó ông đã trở nên thân hơn với Liên minh 14 tháng ba, mặc dù ông vẫn có mối quan hệ tốt với Liên minh 8 tháng 3. Salam đã được bầu làm chủ tịch Hội đồng Bộ trưởng vào ngày 15 tháng 1 năm 2014.

## Tiểu sử
Salam sinh ra trong một gia đình người Sunni ở Beirut năm 1945. Gia đình ông là một trong những gia đình chính trị và địa chủ mạnh nhất ở Liban. Ông là con trai cả của ông Saeb Salam, cựu chủ tịch Hội đồng Bộ trưởng Liban. Mẹ ông, bà Tamima Mardam Beik, người gốc Syria và đến từ Damas. Ông nội của ông, Salim Ali Salam, là một trong những quan chức Liban đã từng phục vụ trong thời kỳ Ottoman và thời kỳ Pháp.